# Elizabeth Montagu
Elizabeth Montagu née Robinson le 2 octobre 1718 à York et morte le 25 août 1800 à Londres, est une femme de lettres, réformatrice sociale, mécène, salonnière, critique littéraire anglaise et membre influente de la société des bas-bleus.

## Biographie
Née en 1718, Elizabeth Robinson était issue d'une famille aisée et cultivée. Elle est devenue, dans sa jeunesse, l’amie de Margaret Harley, la seule enfant survivante d’Edward Harley, 2e comte d’Oxford et de Mortimer. Elles étaient inséparables lorsqu’elles étaient ensemble et correspondant hebdomadairement lorsqu’elles étaient séparées. D’une rare intelligence, elle a passé du temps avec Lady Harley à Londres, rencontrant de nombreux personnages célèbres des années 1730, comme le poète Edward Young et le penseur religieux Gilbert West. 
Elle épousa, en 1742, un petit-fils du premier comte de Sandwich, Edward Montagu, un homme riche, d'une cinquantaine d'années, possédant des terres et de nombreuses mines de charbon.
À partir de 1750, elle établit, avec Edward, l’habitude de passer l’hiver à Mayfair, le quartier de Londres, puis, au printemps, aller à Sandleford dans le Berkshire. Edward passait ensuite dans le Northumberland et le Yorkshire pour gérer ses avoirs, tandis qu’elle l’accompagnait parfois au manoir familial de East Denton Hall à Newcastle upon Tyne.
Elizabeth a commencé à être une hôtesse célèbre à Londres pour ses salons. En 1760, ses petits déjeuners littéraires avec, entre autres, Gilbert West, George Lyttelton, etc. étaient devenus de grandes assemblées, désormais connues sous le nom de société des bas-bleus, où l'on ne parlait que d'art et littérature.
Dans les années 1760 - 1770, elle fit des réunions à son domicile de la rue Hill le premier salon de Londres. Samuel Johnson, Horace Walpole, Edmund Burke, Joshua Reynolds, sir Ralph Woodford ou David Garrick en faisaient tous partie. Pour les écrivains, sa fréquentation était synonyme de mécénat, et Montagu parrainait un certain nombre d’auteurs, dont James Beattie, Hannah More, Fanny Burney, Hester Chapone, Anna Williams, Anna Barbauld, Élisabeth Carter ou Sarah Fielding. Ces salons étaient ouverts sans distinction d'origine sociale, mais elle n'y invitait «jamais d'imbéciles», précisait-elle. À l’occasion, l’hôtesse de Samuel Johnson, Hester Thrale, qui organisait également des événements semblables à son domicile dans la maison du centre de la Royal Crescent à Bath, fréquentait également ce salon. Parmi les bas-bleus, Elizabeth Montagu n’était pas la personnalité la plus dominante, mais c’était une femme de grands moyens, la plus fortunée, et c'est sa maison et ses moyens financiers qui ont permis l’existence de la société,.
Son mari mourut en 1775. Elle adopta son neveu Matthew Robinson, orphelin de son frère, en 1776, qui conserva son nom de famille, mais fut nommé l’héritier d’Elisabeth. Les charbonnages et les terres Montagu, qui représentaient un revenu annuel de 7 000 livres, passèrent alors à Elizabeth. Femme d’affaires avisée, ses revenus sur le charbon s’élevaient à 10 000 livres par an à sa mort.
En 1777, elle commença à travailler sur Montagu House à Portman Square à Marylebone en Londres, où elle a emménagé en 1781, élargissant également Sandleford’s Montagu House dans les années 1780. Elle obtint la coopération de Capability Brown pour dessiner ses jardins. À sa mort en 1800, elle fit bénéficier son neveu, Matthew Robinson, de son héritage.

## Œuvre

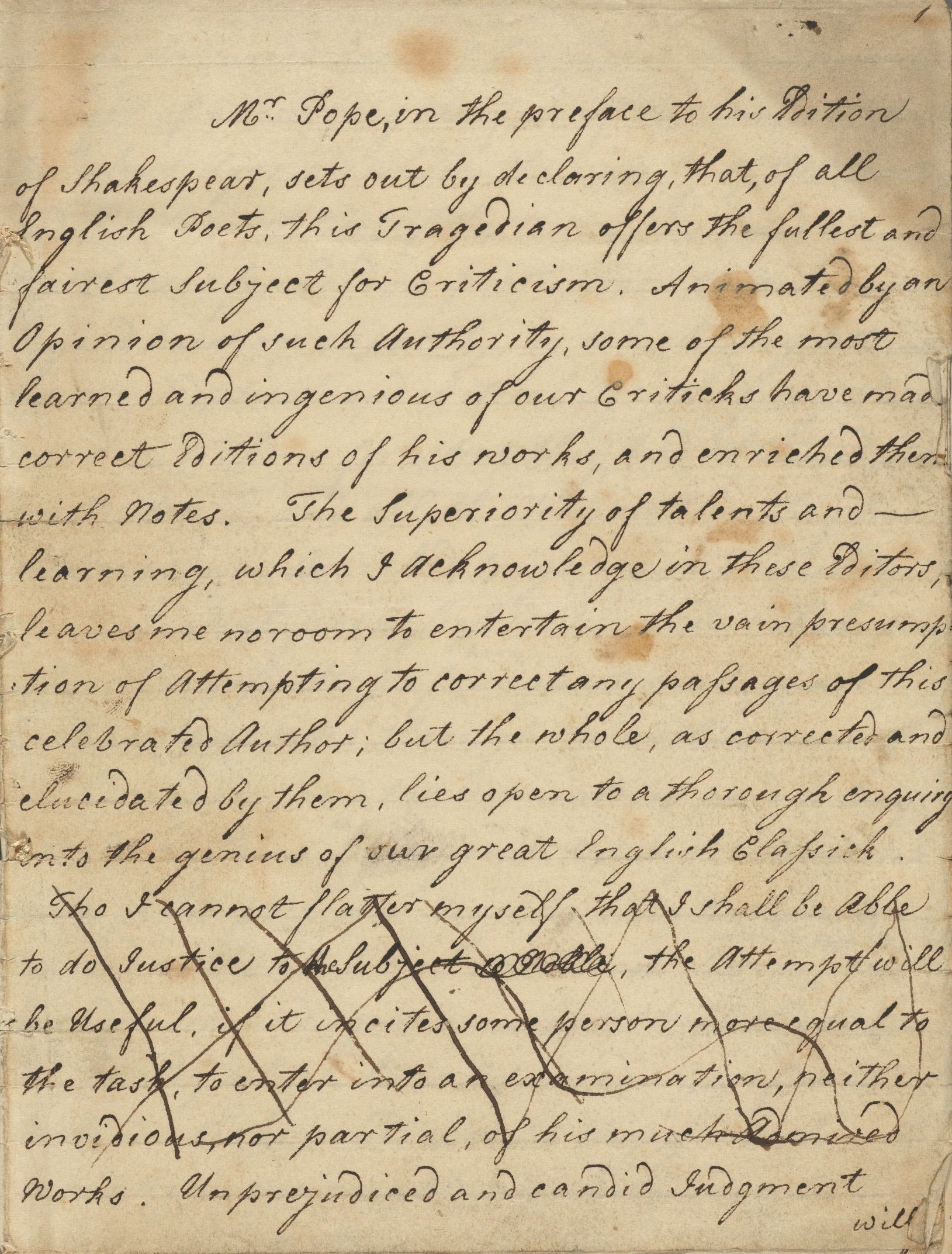
Première page d’un brouillon manuscrit de An Essay on the Writings and Genius of Shakespear, 1769.

George Lyttelton ayant encouragé, en 1760, Elizabeth à écrire, elle a fourni, à titre anonyme, trois sections de Dialogues of the Dead (Dialogues des morts), une série de conversations entre les vivants et les morts illustres qui fonctionne comme satire de la vanité et les mœurs du XVIIIe siècle. Ses gouts de critique littéraire la portaient vers Samuel Richardson, Henry Fielding et sa sœur Sarah, Fanny Burney ou Laurence Sterne, dont elle eut le plaisir de découvrir qu’il était un parent éloigné. Celui-ci lui confia d’ailleurs, lors de son départ pour la France, en mauvaise santé, la disposition de ses papiers tant était réelle la perspective de sa mort à l’étranger.
Partisane des Reliques of Ancient English Poetry de Thomas Percy, elle prit, avec autant de savoir que de bon sens, la défense de William Shakespeare contre les sarcasmes de Voltaire dans un remarquable Essay on the Writings and Genius of Shakespear (Essai sur le génie et les écrits de Shakespeare ; Londres, 1769, in-8°), auquel Voltaire répondit dans sa Lettre à l’Académie française (25 août 1776). Elle répliqua aussitôt par une Apologie de Shakespeare, qui fut traduite en français (Londres [Paris], 1777, in-8°). Elle y proclama que Shakespeare était un grand poète, le plus grand poète anglais. Elle attaqua également la préface de Samuel Johnson de 1765 à Shakespeare. Alors que Johnson avait traité avec du texte, de l’histoire et des circonstances de l’édition, Montagu préféra écrire sur les personnages, l’intrigue et les beautés des vers de Shakespeare en qui elle voyait un champion de tout ce qui était intrinsèquement anglais. Lors de la publication, sans nom d’auteur, de l’ouvrage, ce texte fut initialement attribué à Joseph Warton, jusqu’à l’apparition, en 1777, de son nom sur la page de titre. Elle a également laissé une très intéressante Correspondance littéraire publiée après sa mort (4 vol. in-8°).